# Route 102 (Terre-Neuve-et-Labrador)
Pour les articles homonymes, voir Route 102.
La route 102 est une route tertiaire de la province de Terre-Neuve-et-Labrador, située dans l'est de l'île de Terre-Neuve, sur la péninsule d'Avalon. Elle est plus précisément située au nord-ouest de la péninsule, au nord-est de Placentia. Elle est une route très faiblement empruntée. Route alternative de la route 100, elle est nommée Fox Harbour Rd. et Ship Harbour Rd., mesure 23 kilomètres, et est une route asphaltée sur l'entièreté de son tracé.

## Tracé
La 102 débute sur la route 100, à l'est de Dunville, 10 kilomètres de Placentia. Elle se dirige vers le nord est sur 3 kilomètres, puis bifurque vers le nord-ouest. Elle rejoint Fox Harbour 8 kilomètres plus au nord-est, puis tourne à nouveau vers le nord-est pour suivre le havre Ship (Ship Harbour). 6 kilomètres au nord-est de Fox Harbour, elle tourne vers le nord, puis vers l'ouest pour finalement prendre une orientation vers le sud-ouest, où elle rejoint Ship Harbour, en suivant la rive nord du havre Ship. Elle se termine sur cul-de-sac, un peu passé le village.
La 102 est une route extrêmement sinueuse, possédant plus de 28 courbes serrées sur ses 23 kilomètres de longueur. Elle est considérée comme l'une des routes provinciales de Terre-Neuve les plus sinueuses.

## Attrait
- Atlantic Charter Historic Site

## Communautés traversées
- Fox Harbour
- Ship Harbour